# Anja Martina Schärer
Anja Martina Schärer (* 26. April 1986 in Zürich) ist eine Schweizer Schauspielerin, Hörspiel- und Synchronsprecherin.

## Leben
Anja Schärer wuchs in Zürich und Bern auf. Von 2004 bis 2006 absolvierte sie ihr Grundstudium der Theater- und Tanzwissenschaft  sowie Medienkommunikation an der Universität Bern. Ihre Ausbildung zur Schauspielerin erhielt sie von 2006 bis 2011 an der Zürcher Hochschule der Künste. Danach spielte sie an verschiedenen Theaterbühnen wie dem Theater Biel-Solothurn, dem Kinder und Jugendtheater Katerland, Rote Fabrik, Theater Hechtplatz. 2020 gründete sie gemeinsam mit Florian Steiner und Dominique Enz die Theatergruppe Atoll, mit dem Ziel Theater für Kinder und Jugendliche zu machen.

## Filmographie

### Fernsehen
- 2013: Private Business, SRF / C-Films (Pilot)
- 2013: Twist, Comedy-Serie, SRF / Spotlight Media (TV-Serie)
- 2014: Break Ups (Webserie)
- 2018: Tatort  Friss oder stirb (TV-Krimi-Serie)
- 2019: Der Bestatter (TV-Krimi-Serie)
- 2021: Es geschah am... das Attentat von Zug, SRF (TV-Serie)

### Film
- 2011: Alles eis Ding
- 2018: The Receptionist (Kurzfilm£)
- 2019: Die fruchtbaren Jahre sind vorbei
- 2019: Game over (Kurzfilm)
- 2021: Das laute Schweigen (Kurzfilm)
- 2022: Make Me Murder (Kurzfilm)

### Synchron
2014: Sleepless in New York, Rolle: Rosey la Rouge

## Theater
- 2010: Kirschgarten, Rolle Dunjascha, Theater Biel Solothurn, Regie: Katharina Rupp
- 2011: Miriam ganz in schwarz, Rolle Miriam, Theater Biel Solothurn, Regie: Barbara Grimm
- 2014: Eines langen Tages Reise in die Nacht, Rolle: Cathleen, Theater Biel Solothurn, Regie J. Kica
- 2016: Nachtgeknister, Rolle: Marie: Theater Katerland, Regie: Taki Papaconstantinou
- 2017: Die zweite Prinzessin, Rolle: Prinzessin, Theater Katerland, Regie: Taki Papaconstantinou
- 2018: Billy the Kid, Rolle: Lucie, Theater Katerland, Regie: Taki Papaconstantinou
- 2019: Willkommen, Rolle: Sophie, Theater am Hechtplatz, Regie: Andrea Zogg
- 2021: Waisen, Rolle: Helen, Theater Atoll, Regie: Dominique Enz
- 2022: Die Räuber, Rolle: Amalia, Theater Chur, Regie: Daniel Kuschewski
- 2023: Mira, Rolle: Mira, Theater Atoll, Regie: Dominique Enz

## Hörspiele
- 2011–2013: Lisa und Leo Rolle: Lisa, SRF Kinder und Jugendprogramme, Regie: Geri Dillier und Elena Rutman
- 2012: Moi non plus SRF, Regie: Reto Ott
- 2014: Nachmittag Schwimmkurs Die Schweiz im ersten Weltkrieg, SRF, Regie: Margret Nonhoff
- 2013: Achtung Aufnahme SRF, Regie: Päivi Stalder
- 2013: Sendung SRF Input, Diverse Einsprecher
- 2014: eigentlich möchte Frau Blum den Milchmann gerne kennenlernen SRF, Regie: Päivi Stalder
- 2016: Die grüne Katze SRF, Regie: Päivi Stalder
- 2018: Büro 168 Regie: Myriam Zdini
- 2018: die Mechanik des Herzens, Regie: Karin Berri
- 2020: SRF Radio-Tatort Das Kind Regie: Susanne Janson
- seit 2019 Diverse SRF Schreckmümpfeli
- Seit 2019 Philip Maloney